# بيفل كوسيرا
بيفل كوسيرا (بالتشيكية: Pavel Kučera) هو لاعب كرة قدم تشيكي في مركز حراسة المرمى، ولد في 2 يوليو 1976 في Litvínov ‏ في جمهورية التشيك. لعب مع فيكتوريا زيزكوف ونادي تيبليتسه ونادي ملادا بوليسلاف.

## وصلات خارجية
- بيفل كوسيرا على موقع قاعدة بيانات كرة القدم.إي يو (الإنجليزية)
- بيفل كوسيرا على موقع Soccerway.com (الإنجليزية)